# Richard Crooks
 (décembre 2022).
Si vous disposez d'ouvrages ou d'articles de référence ou si vous connaissez des sites web de qualité traitant du thème abordé ici, merci de compléter l'article en donnant les références utiles à sa vérifiabilité et en les liant à la section « Notes et références ».
Richard Alexander Crooks, né le 26 juin 1900 à Trenton et mort le 29 septembre 1972 à Portola Valley, est un ténor américain et l'un des principaux chanteurs du Metropolitan Opera de New York.

## Biographie
Deuxième fils d'Alexander et Elizabeth Crooks, il naît le 26 juin 1900 à Trenton dans le New Jersey et fréquente le Trenton Central High School. Après plusieurs saisons de concerts en tant que spécialiste de l'oratorio et du lied, dont la première américaine de Das Lied von der Erde de Mahler, il se rend en Allemagne où il fait ses débuts à l'opéra à Hambourg dans le rôle de Cavaradossi dans la Tosca de Puccini en 1927. Après sa tournée dans d'autres villes européennes comme Berlin, Crooks retourne aux États-Unis et fait ses débuts américains en 1930 à Philadelphie. Il devient une vedette du Metropolitan Opera, se spécialisant dans les opéras français et italiens. Il a participé au gala d'adieu le 29 mars 1936 pour la soprano espagnole Lucrezia Bori, qui a été diffusé à l'échelle nationale et conservé sur des disques de transcription.
De 1928 à 1945, Crooks a été l'hôte des émissions de radio The Voice of Firestone, dans lesquelles il a chanté des airs d'opéra, des chansons patriotiques, des chansons folkloriques et des succès populaires tels que People Will Say We're in Love de Rodgers et l'Oklahoma ! de Rodgers et Hammerstein en 1943. Il est également apparu sur des émissions de radio avec Bing Crosby, qui est resté un ami jusqu'à la mort de Crooks.
Des problèmes de santé obligent Crooks à prendre sa retraite au début de 1945. Il a continué à chanter, cependant, dans son église et ailleurs. Certaines de ses performances ont été enregistrées. Il avait épousé sa petite amie d'enfance et avait passé ses dernières années à Portola Valley, en Californie.
Un cancer est diagnostiqué au milieu des années 1960 et Crookse meurt le 29 septembre 1972 à Portola Valley en Californie, à l'âge de 72 ans.

## Enregistrements
Mis à part un disque inédit pour Columbia Records, Crooks a enregistré principalement pour la Victor Talking Machine Company, et plus tard pour RCA Victor. Ses premiers enregistrements datent du milieu des années 1920 et étaient principalement consacrés à l'opérette, en particulier des enregistrements de medley d'ensemble par la "Victor Light Opera Company". Parmi ces premiers enregistrements électriques figurait un medley de The Student Prince de Sigmund Romberg, dans lequel Crooks et Lambert Murphy alternaient sur la "Sérénade". La plupart des premiers enregistrements que Crooks a faits pour Victor sont apparus sur le populaire label noir, plutôt que sur le label classique et lyrique Red Seal. Crooks a également enregistré des disques pour la filiale allemande de Victor, Electrola, à la fin des années 1920.
À la fin des années 1920, lorsque les enregistrements d'opéra de Crooks sont sortis, il a été promu au prestigieux label Red Seal de Victor. Crooks disait souvent que son préféré était un enregistrement de 1928 de deux airs de Richard Wagner : In fernem Land de Lohengrin et Prize Song de Die Meistersinger von Nürnberg. Crooks a enregistré une version complète de Die schöne Müllerin de Franz Schubert vers 1934 (l'une des premières tentatives en ce sens) avec son professeur Frank LaForge au piano, dont seuls les numéros 1-3, 7-8 et 13- 19 des 20 chansons ont été publiées, et ce pas avant 1941 : l'enregistrement complet avec les titres manquants a été publié sur CD en 1997. Crooks a également fait un album de chansons de Stephen Foster, qui a utilisé des arrangements authentiques pour retrouver une ère disparue de la musique américaine. Début 1942, il sort un enregistrement de Panis Angelicus de César Franck en latin original ; l'enregistrement a été inclus dans la compilation Prima Voce Christmas de Nimbus Records The Spirit of Christmas Past. Parmi ses derniers enregistrements commerciaux, réalisés en janvier 1945, figurait une chanson patriotique intitulée The Americans Come, qu'il avait en fait enregistrée adolescent pour Columbia.
Le Metropolitan Opera a publié un certain nombre de performances enregistrées mettant en vedette Crooks sur LP et CD. L'une de ses émissions de radio les plus mémorables fut une interprétation du Met de 1940 du Faust de Gounod avec Crooks dans le rôle-titre ; Helen Jepson a chanté Marguerite et Ezio Pinza a chanté Méphistophélès. Naxos Records a publié la performance sur CD, dirigée par Wilfrid Pelletier, tirée des transcriptions originales du maître NBC.
Ses derniers enregistrements privés ont été réalisés en 1967 et 1968. Les enregistrements de Jesu, Joy of Man's Desiring de  Jean-Sébastien Bach et For You With Love d'Elinor Remick Warren ont été réalisés lors d'un mariage dans le sud de la Californie le 8 avril 1967. Les notes du CD Delos indiquent à tort qu'il s'agissait des derniers enregistrements de Richard Crooks. En fait, le 15 novembre 1968, Crooks a chanté dans une performance avec le Portola Valley United Presbyterian Church Choir aux Sequoias de Redwood City. Sur l'enregistrement, il chante de nouveau Panis Angelicus en anglais et Seek Ye The Lord.
Tout au long de l'ère LP, RCA Victor a publié plusieurs albums mettant en lumière de nombreux airs d'opéra et chansons de Crooks des années 1920 et 1930, ainsi qu'un enregistrement populaire de The Crucifixion de John Stainer, enregistré en 1929, qui mettait en vedette Crooks, Lawrence Tibbett, la Trinité Chœur et Mark Andrews à l'orgue. Delos a sorti un ensemble de deux CD d'enregistrements de Crooks, produits en coopération avec les Stanford Archives of Recorded Sound, y compris certaines performances qui n'ont jamais été commercialisées. Ils ont également inclus les enregistrements de 1967. Il y a eu des CD supplémentaires publiés par ASV et Jewel, qui montrent la grande diversité des enregistrements de Crooks, y compris des sélections d'opérettes et de chansons populaires.

## Héritage
Pour son travail d'enregistrement, Crooks a reçu une étoile sur le Hollywood Walk of Fame ; situé au 1648 Vine St.